# Teredicola typica
Teredicola typica is een eenoogkreeftjessoort. De wetenschappelijke naam van de soort is voor het eerst geldig gepubliceerd in 1942 door Wilson C.B..